# ميخائيل كلاينر
ميخائيل كلاينر هو سياسي إسرائيلي، ولد في 4 أبريل 1948 في ميونخ في ألمانيا. نشط حزبياً في ليكود. وقد انتخب عضو الكنيست ‏ (17 يونيو 1996 – 17 فبراير 2003) وانتخب عضو الكنيست ‏ (6 ديسمبر 1988 – 13 يوليو 1992) وانتخب عضو الكنيست ‏ (19 يناير 1982 – 13 أغسطس 1984).